# Yonne (flod)
 For alternative betydninger, se Yonne. (Se også artikler, som begynder med Yonne)
Yonne er en fransk flod. Yvonne er en biflod til Seinen. Den midtfranske by Auxerre ligger ved Yonnefloden.